# Fabian Ernst
Fabian Ernst (ur. 30 maja 1979 w Hanowerze) – niemiecki piłkarz grający na pozycji środkowego pomocnika.

## Życiorys

### Kariera klubowa
Jest wychowankiem Hannoveru 96. Do seniorskiego zespołu tego klubu dołączył w sezonie 1996/1997, kiedy to jego zespół uczestniczył w rozgrywkach Regionalliga Nord.
W 1998 roku odszedł do pierwszoligowego Hamburgera SV. W Bundeslidze zadebiutował 15 sierpnia 1998 w zremisowanym 1:1 meczu z 1. FC Nürnberg. Grał w nim od 66. minuty, gdy zastąpił Stefana Bögera. 11 lipca 2000 został piłkarzem Werderu Brema. Wraz z tym klubem w sezonie 2003/2004 zdobył mistrzostwo i puchar kraju. Następnie w latach 2005–2009 występował w FC Schalke 04, zdobywając z nim w tym czasie Puchar Ligi Niemieckiej (2005).
2 lutego 2009 nastąpił jego transfer do stambulskiego Beşiktaşu JK. Kwota transferu wyniosła około 4,5 miliona euro. W rozgrywkach Süper Lig zagrał po raz pierwszy 8 lutego 2009 – miało to miejsce w zremisowanym 0:0 meczu z Konyasporem. W barwach Beşiktaşu zdobył mistrzostwo Turcji (2009) oraz dwukrotnie krajowy puchar (2009, 2011). Od 3 sierpnia 2012 do 17 czerwca 2013 był piłkarzem stambulskiej Kasımpaşy SK.
W latach 2014–2015 reprezentował szóstoligowy OSV Hannover, po czym zakończył karierę zawodniczą.

### Kariera reprezentacyjna
W latach 1998–2001 występował w reprezentacji do lat 21. W seniorskiej reprezentacji zadebiutował 9 maja 2002 w wygranym 7:0 towarzyskim meczu z Kuwejtem. Do gry wszedł w 67. minucie, zastępując Sebastiana Kehla. W 2004 roku został powołany na Euro 2004, na którym wystąpił w grupowym meczu z Holandią (1:1). W 2005 roku wraz z reprezentacją zajął trzecie miejsce na Pucharze Konfederacji. W sumie w kadrze w latach 2002–2006 rozegrał 24 mecze i strzelił 1 gola.

### Sukcesy
- Mistrzostwo Niemiec: 2004
- Puchar Niemiec: 2004
- Puchar Ligi Niemieckiej: 2005
- Mistrzostwo Turcji: 2009
- Puchar Turcji: 2009, 2011